# Artisanat et arts populaires dans l'État de Chiapas

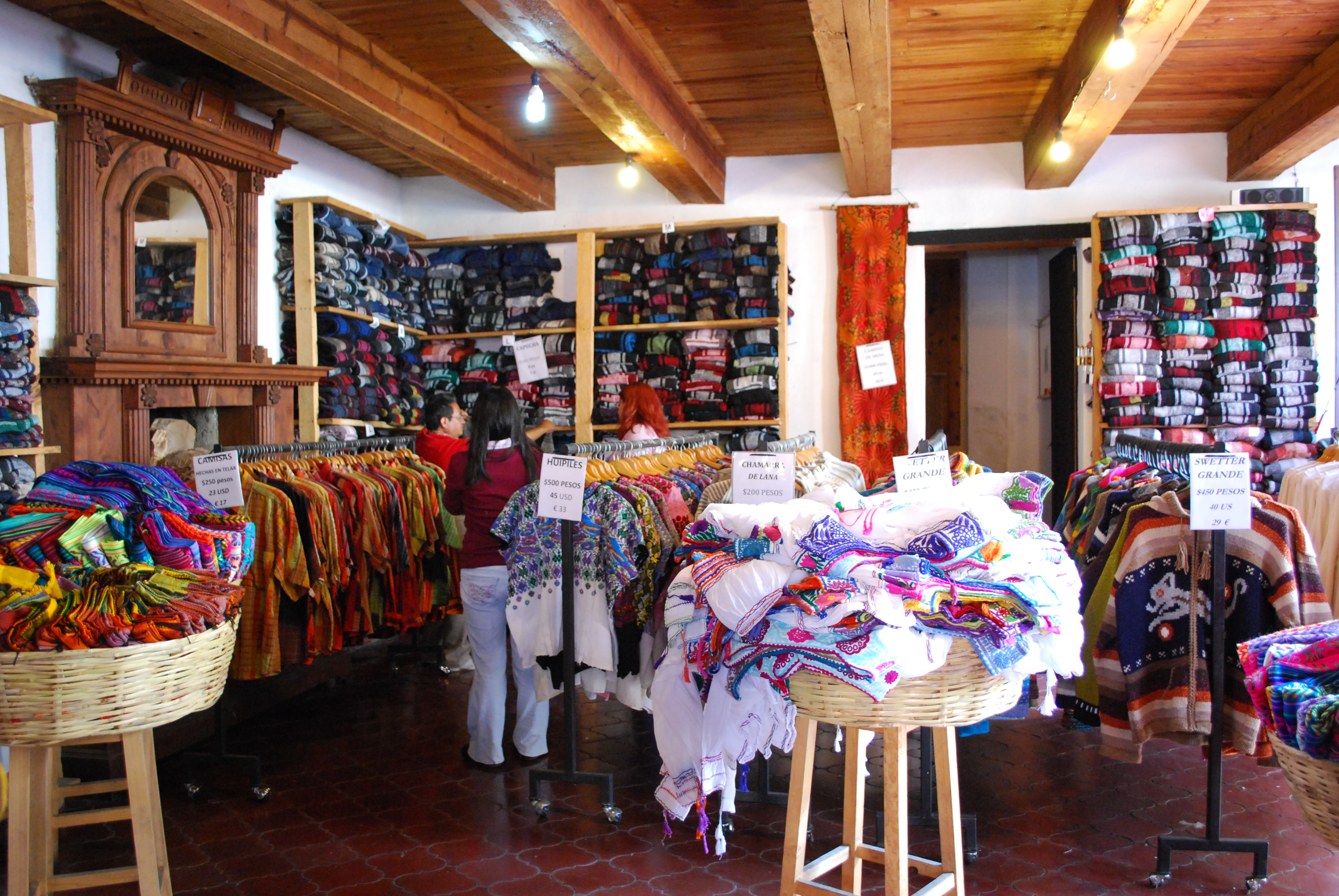
A l'intérieur d'un magasin d'artisanat à San Cristóbal de las Casas.

L'artisanat et les arts populaires dans l'État de Chiapas sont surtout représentés dans la fabrication de poteries, de textiles et de produits en ambre, bien que d'autres métiers comme le travail du bois, du cuir et de la pierre soient également importants. L'État est l'un des principaux producteurs d'artisanat du Mexique, la plupart des artisans étant des femmes autochtones, qui dominent la production de poteries et de textiles. L'artisanat a pris une importance économique et sociale dans l'État, surtout depuis les années 1980, avec l'essor du marché touristique et des coopératives d'artisans et d'autres organisations. Ces articles ne peuvent généralement pas concurrencer les produits de fabrication commerciale, mais sont plutôt vendus pour leur valeur culturelle, principalement à San Cristóbal de las Casas.

## Importance
Le Chiapas est l'un des principaux producteurs mexicains d'articles artisanaux. L'une des raisons en est la grande variété de matières premières telles que les minéraux, le bois et diverses argiles. Sur le plan culturel, la raison la plus importante est la diversité des ethnies autochtones que l'on trouve dans l'État, qui compte l'une des populations indigènes les plus nombreuses du Mexique,. En général, les producteurs d'artisanat sont autochtones, vivant pour la plupart dans la région de Los Altos (es). Cette région manque d'industrie, de sorte que l'artisanat joue un rôle important dans l'économie, aux côtés de l'agriculture et du travail dans le secteur des services,. En outre, de nombreux autochtones considèrent la production artisanale comme un moyen de préserver les traditions. Alors que les hommes fabriquent généralement certains objets artisanaux, comme ceux en bois et en cuir, les deux principaux objets artisanaux, la poterie et le textile, sont dominés par les femmes. Plus de 80% des artisans à petite échelle sont des femmes qui fabriquent des textiles et de la poterie.
Ces textiles ne peuvent pas concurrencer ceux produits en Asie et ailleurs en termes de prix, ils sont donc vendus comme objets culturels et sociaux. Comme dans d'autres régions du pays, de nombreuses ventes d'artisanat s'adressent aux touristes et aux collectionneurs, qui veulent souvent un morceau de la culture indigène et populaire du Mexique, comme les chemisiers fabriqués par les femmes des hautes terres du Chiapas. Ces derniers sont alors souvent associés à des vêtements modernes, tels que des jeans. Le marché principal de l'artisanat est San Cristobal de las Casas. La rue Real de Guadalupe dans cette ville est remplie de vendeurs d'artisanat. Ces vendeurs sont métis (indigènes et espagnols) et appartiennent à des familles qui se sont établies dans l'une des rues principales de la ville.
La création d'un marché de souvenirs et de collections pour ces objets artisanaux leur a donné une signification sociopolitique. Certains artisans sont devenus assez connus pour voyager aux États-Unis et en Europe pour exposer et vendre leurs produits. Beaucoup de ces acheteurs le font en solidarité avec des mouvements politiques tels que les zapatistes et les droits indigènes. En 2002, un groupe d'artisans de San Cristóbal de las Casas a remporté le Prix UNESCO de l'artisanat pour l'Amérique latine et les Caraïbes avec une collection textile tissée et brodée à la main intitulée « Juegos Blancos » (jeux blancs).

## Histoire
La fabrication d'objets artisanaux remonte à la période préhispanique, mais c'est sous la domination espagnole qu'un artisanat, le textile, est devenu un objet d'hommage important, les femmes étant obligées de travailler dans des ateliers pour créer des objets destinés exclusivement aux Espagnols qui possédaient la terre où elles vivaient. Cette pratique a été interdite vers le milieu du XVIe siècle, le travail étant plutôt effectué dans les ménages individuels, mais toujours avec peu ou pas de salaire.
Depuis lors, les dessins de la plupart des objets artisanaux sont devenus nettement métissés, mais ils ont toujours des relations avec les différents peuples indigènes de l'État, tels que les Lacandons, les Ch'ols, les Tzeltals, les Tzotzils (en), les Tojolabals (en), les Chujs (en), les Jakaltecos (es), les Mames (en) et les Motozintlecos (en).
Alors que la production artisanale avait diminué vers le milieu du XXe siècle, l'émergence du tourisme au Mexique a permis un renouveau. Dans les années 1980, un certain nombre de groupes ruraux autochtones se sont constitués pour organiser les producteurs de produits traditionnels, essentiellement agricoles et artisanaux. Celles-ci ont finalement été soutenues par diverses agences étatiques et fédérales, en particulier le Centro Coordinador Tseltal-Tsotsil de la Commission nationale pour le développement des peuples indigènes et le Secrétariat au Bien-être (SEDESOL). Le succès de ces groupes s'est traduit par la multiplication des personnes se consacrant à l'artisanat dans l'État, aujourd'hui courant dans la plupart des régions.
Malgré cela, ces industries sont toujours confrontées à des défis tels que la disparition des matières premières, la concurrence des produits industriels et le peu de canaux de commercialisation des produits. Des produits artisanaux similaires importés du Guatemala ou de Chine ont réduit de 50 % les activités des artisans locaux.
Des organismes gouvernementaux et non gouvernementaux ont travaillé avec divers groupes autochtones pour améliorer les pratiques de production et de commercialisation. Les artisans du Chiapas ont participé à des expositions internationales comme celle de Berlin en 2006. En 2012, un effort de l'Institut de technologie et d'études supérieures de Monterrey, de Santa Fe et de plusieurs fondations a permis d'enseigner et d'améliorer les techniques de commercialisation au profit d'environ 500 artisans de l'État, avec l'appui d'étudiants mexicains et américains. En 2015, le gouverneur de l'État Manuel Velasco a augmenté le budget de l'état pour promouvoir l'artisanat du Chiapas de quatre-vingts pour cent, et a offert aux artisans de l'état des crédits sans intérêt ainsi qu'une subvention pour l'approvisionnement de plus de 400 artisans dans 13 municipalités (Amatán, Amatenango del Valle, Bochil, Chiapa de Corzo, Coapilla, Copainalá, El Bosque, Ocozocoautla, San Andrés Duraznal, Santiago El Pinar, Simojovel, Suchiapa et Teopisca).

## Poterie

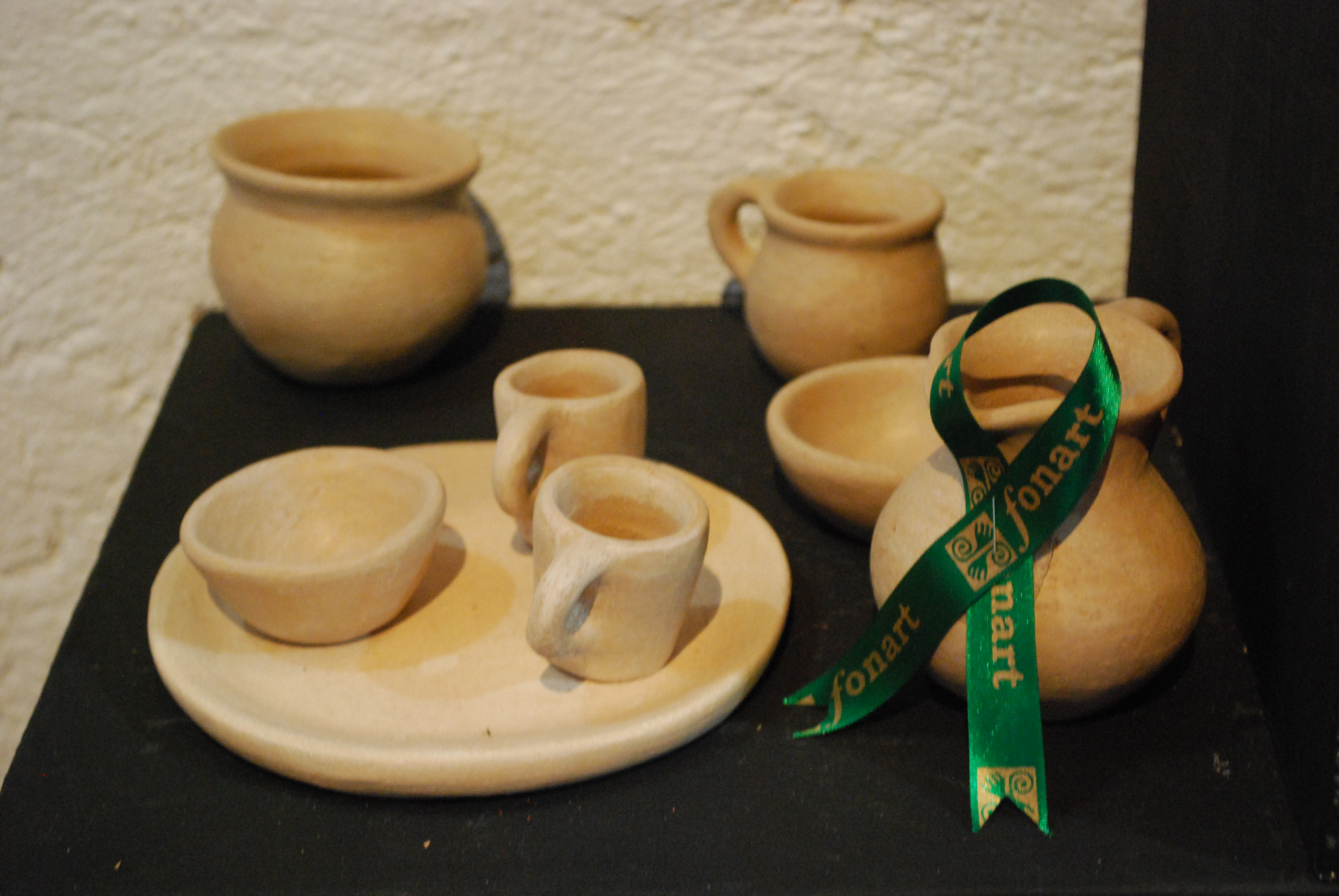
Poterie d'un concours exposé au Museo de las Culturas Populares de Chiapas à San Cristóbal de las Casas.

La poterie produite aujourd'hui n'est pas aussi sophistiquée que celle de l'apogée de la culture maya. Les techniques utilisées pour la produire sont simples, mais il a toujours une valeur culturelle et artistique. On trouve des potiers à Chiapa de Corzo, Mazapa de Madero, Amantenango del Valle, Frontera Corozal, Tonalá, Ocuilapa, Suchiapa, et San Cristóbal de las Casas,. Les articles de poterie les plus courants sont les ustensiles de tous les jours comme les pots, les casseroles, les comals, les bocaux, les cantaros, les vases, les chandeliers et les pots à fleurs.
La poterie la plus connue est celle d'Amatenango del Valle, qui est devenue la principale source de revenus de la plupart des habitants Tzeltals de la ville. Pour la plupart, seules les femmes sont potières, les filles apprenant le métier à l'âge d'environ dix ans. Les hommes de la ville participent au processus, par exemple en apportant le bois de chauffage utilisé pour la cuisson des pièces, mais leur rôle principal est sa commercialisation, qu'ils contrôlent. L'un des effets de ce phénomène est la résistance à l'introduction de nouvelles technologies dans la fabrication de la poterie.

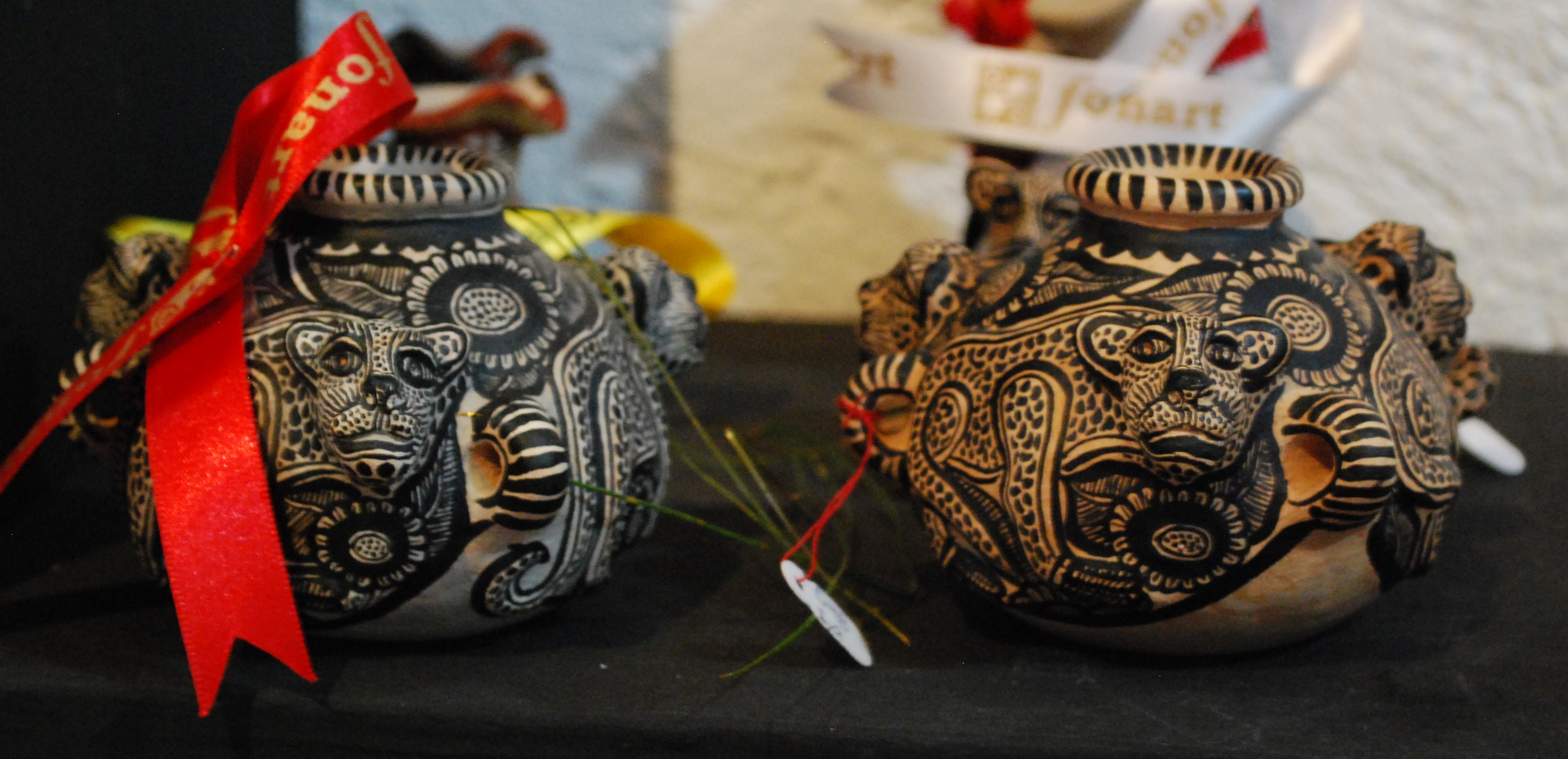
Bocaux de poterie, peints avec des motifs de jaguar.

La poterie de la ville se distingue par sa couleur claire et se fait surtout en pièces décoratives. Les personnages qui l'ont rendu célèbre sont des jaguars et des colombes, mais aussi des coqs, des tortues, des grenouilles, des tigres et d'autres animaux ainsi que des jarres, des objets décoratifs du soleil et de la lune.
La poterie Amatenango n'est pas cuite au four mais sur un feu ouvert à l'extérieur. Cette technique permet d'obtenir une terre cuite brun clair. Cela peut être laissé sa couleur naturelle, souvent avec des motifs sépia ou peut être peint en différentes couleurs. Ces produits sont principalement vendus dans diverses parties du Chiapas et dans d'autres états mexicains, et certains d'entre eux font leur chemin vers les marchés internationaux. Des potiers comme Juliana López Pérez ont visité des endroits comme les États-Unis pour promouvoir les produits de la ville.

## Textiles

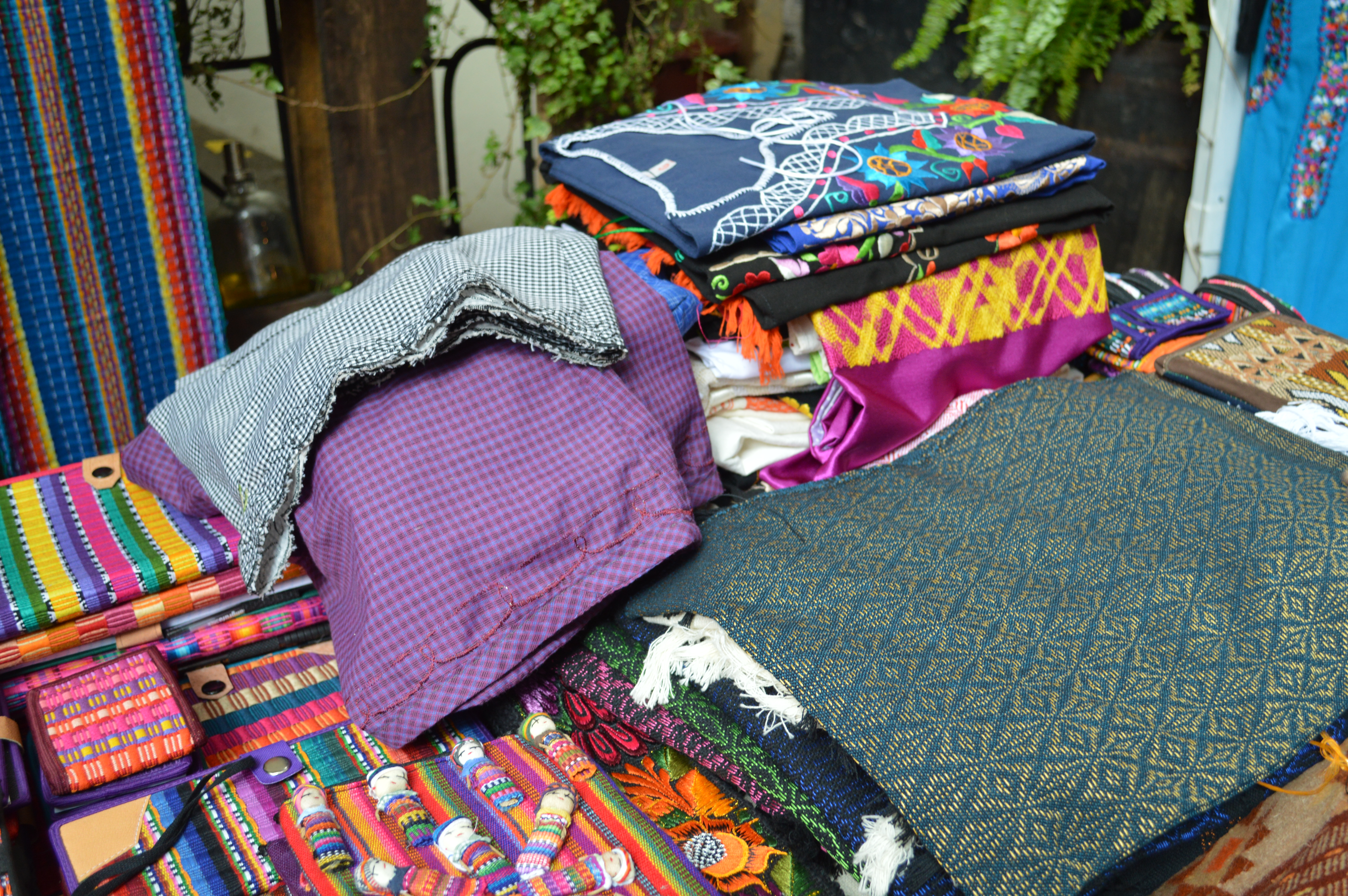
Échantillonnage de textiles au Chiapas.

Dès l'enfance, la plupart des filles autochtones apprennent à tisser et à broder des tissus. Cela peut aussi inclure la préparation de la fibre (cardage, teinture, etc.). La plupart des textiles produits sont destinés à un usage local, en commençant par des modèles plus simples à porter tous les jours, puis en passant à des vêtements plus compliqués et décorés au fur et à mesure qu'ils vieillissent et acquièrent de l'expérience.
De nombreux produits textiles sont encore fabriqués entièrement selon des méthodes traditionnelles, à partir de matériaux tels que la laine, le fil de coton et les teintures naturelles. Ceci inclut la plupart des tissus tissés à la main, qui sont fabriqués sur des métiers à tisser à bande dorsale. Ces produits sont fabriqués par des femmes artisanes dans leur propre maison en conjonction avec d'autres tâches domestiques, mais parfois ces femmes travaillent en collaboration avec d'autres,. La plupart des motifs de broderie sont également traditionnels, contenant d'anciennes images symboliques issues d'un syncrétisme des visions du monde maya et chrétien. C'est particulièrement vrai pour les travaux d'aiguille des Tzotzils (en) de Larráinzar, Chenalhó, San Juan Chamula, Zinacantán, Pantelhó et Tenejapa, où les dessins peuvent indiquer la provenance du porteur. La qualité de ces pièces varie, les meilleures d'entre elles ayant remporté des prix nationaux et ayant été primées par des collectionneurs internationaux,.

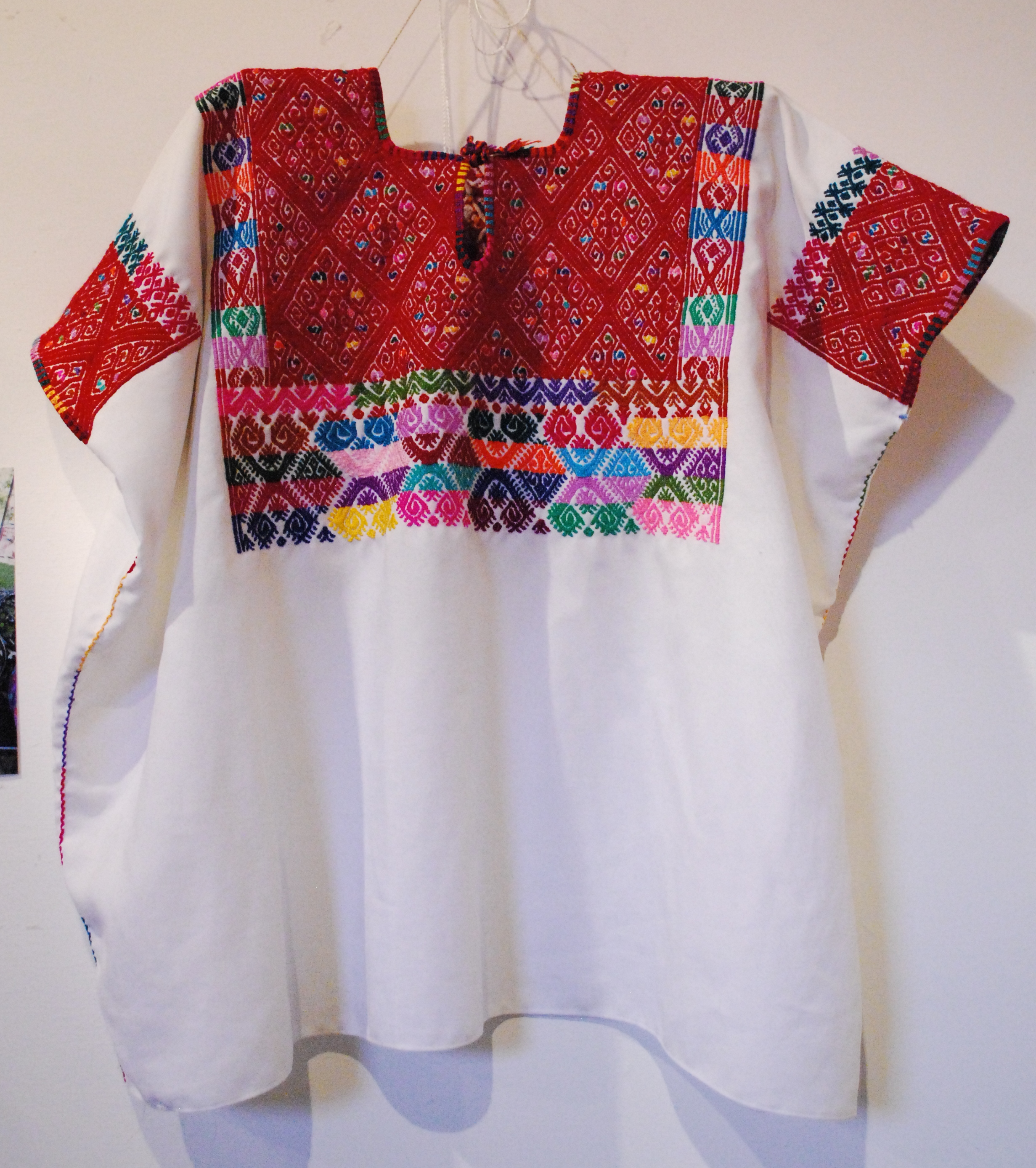
Chemisier brodé de Bochil, Chiapas, exposé à la Casa Na Bolom à San Cristóbal de las Casas.

Les dessins textiles au Chiapas sont très similaires à ceux du Guatemala, car ils proviennent de la même origine. La plupart des motifs sont de couleurs vives comme le rouge, le jaune, le bleu turquoise, le blanc, le violet, le rose et le vert foncé, mais certains pastels sont aussi combinés avec ceux-ci. Les motifs comprennent les fleurs, les papillons et les oiseaux de la forêt tropicale. La croissance de la production artisanale s'est traduite par une diversification des dessins et des produits, en particulier dans le textile, tant en tissage qu'en broderie. Les fibres synthétiques se transforment en morceaux, qu'elles servent à fabriquer le tissu ou qu'on y ajoute comme broderie. Les motifs de broderie peuvent provenir d'une inspiration plus courante. Par exemple, de nombreux textiles d'Aguacatenango ont des fleurs à quatre pétales imitant celles de la façade de l'église San Agustin, qui date du XVIIe siècle.
Les vêtements traditionnels et non traditionnels sont fabriqués dans l'État. Le vêtement traditionnel de base pour les femmes est le huipil, et chaque communauté autochtone a son propre style, en particulier à Tenejapa, Zinacantan, Ocosingo, Larráinzar et Venustiano Carranza. Un autre vêtement traditionnel s'appelle le chiapaneca, qui montre clairement l'influence espagnole. Il est généralement fait d'un tissu clair et transparent de couleur foncée (généralement du tulle) et fortement brodé de grandes fleurs de couleur vive. De plus, les femmes métisses cousent des vêtements traditionnels et non traditionnels pour le marché touristique, en faisant appel à des femmes autochtones pour faire la broderie. Ces vêtements et d'autres articles avec de la broderie traditionnelle peuvent être trouvés dans des marchés tels que ceux de San Cristóbal de las Casas (Plaza Santo Domingo), San Juan Chamula et Zinacatán.
Les communautés particulièrement connues pour leurs textiles brodés sont Magdalenas, Larráinzar, Venustiano Carranza et Sibaca. Zinacatán est connue pour sa production d'artisanat, la confection de vêtements brodés étant une activité économique principale. La tenue traditionnelle pour homme comprend un sarape tissé dans des couleurs sombres comme le bleu, le vert ou le violet avec des accents floraux. Pour les femmes, il comprend des chemisiers et des jupes dans les mêmes tons ainsi que des rebozos (ou chals) brodés de fleurs,. Les textiles de laine et de coton tissés sur des métiers à tisser sont fabriqués à San Juan Chamula, San Andrés Larráinzar (en), Tuxtla Gutierrez, San Pedro Chenalhó, Bochil et Teopisca. Les tenues traditionnelles pour hommes et femmes sont cousues à Pantelhó, Oxchuc et Huixtán.

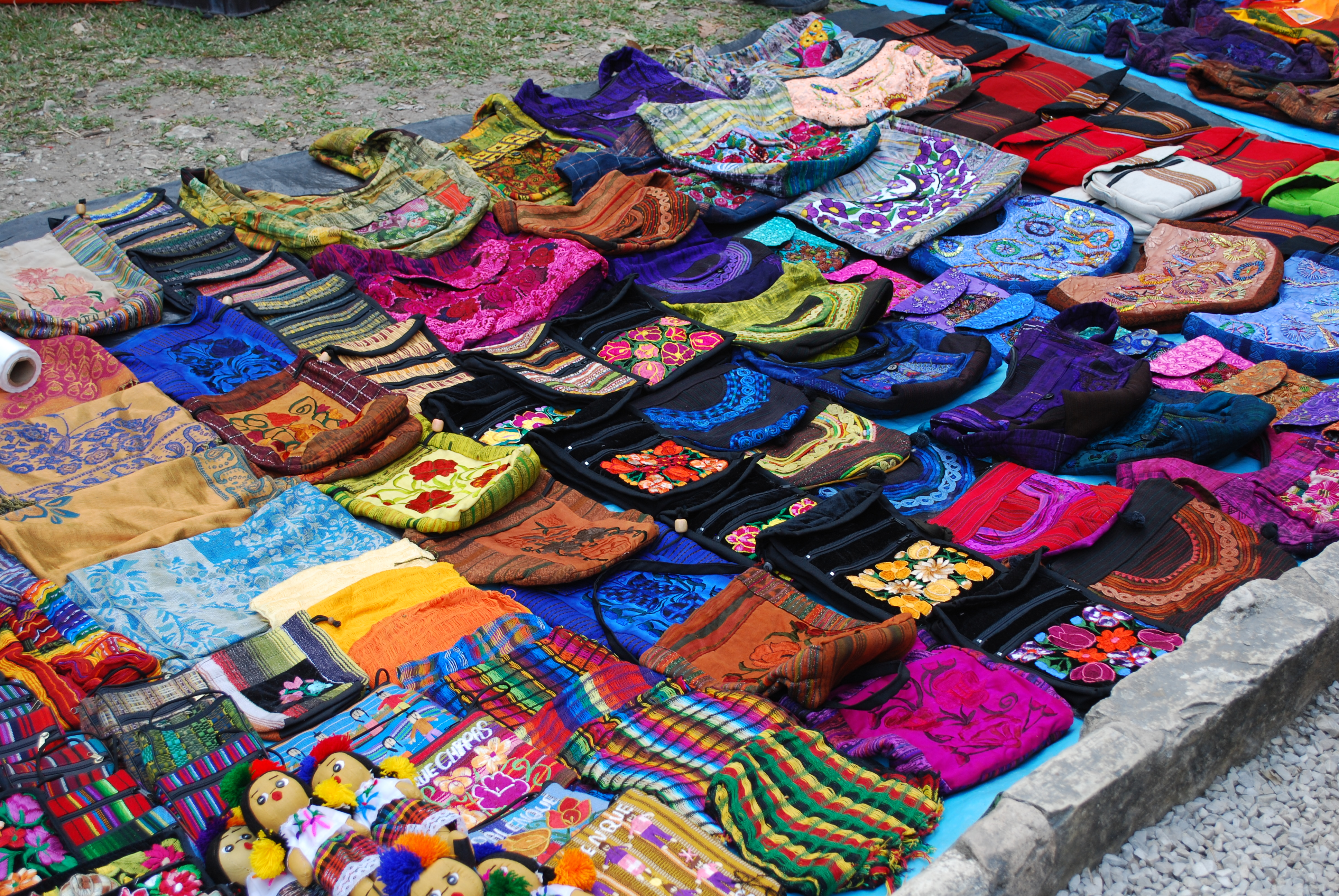
Vente de porte-monnaie textiles sur le site archéologique de Palenque.

La commercialisation des textiles se fait de l'une des trois façons suivantes : l'artisan vend ses produits directement au consommateur ; il vend à un intermédiaire métis ou les artisans font du travail à la pièce, avec les matériaux et les dessins fournis par l'entrepreneur/l'intermédiaire. Cette dernière option est la plus susceptible d'utiliser du tissu et du fil de fabrication commerciale. Une grande partie de la production textile qui est vendue au marché des touristes se fait dans les vallées de San Cristobal, Teopisca, Amatenango del Valle et une partie de la vallée de la Villa las Roas. Les femmes tzeltales et métisses s'y sont organisées pour la fabrication et la vente de chemisiers. La fabrication de textiles traditionnels est souvent soutenue et encouragée par diverses entités gouvernementales et non gouvernementales. L'association Sna' Jolobil (Maison Textile) est spécialisée dans le soutien et l'exportation des meilleurs textiles du Chiapas, tant en tissage qu'en broderie. C'est la plus ancienne organisation artisanale des hauts plateaux du Chiapas, fondée en 1976 par l'Américain W. Morris et le tisserand indigène Petul et elle est soutenue par le Fonds national pour le développement de l'artisanat (FONART). Elle est plus active auprès des producteurs textiles de Laráinzar et de Tenejapa. Une autre organisation qui soutient les producteurs de textiles est J'pas Joloviletic (ceux qui fabriquent des textiles), fondée en 1984, avec environ 800 artisans dans 23 communautés dans neuf municipalités des hautes terres du Chiapas. Il a créé le format d'organisation des artisans locaux qui a été reproduit dans diverses parties de l'État. Il sert d'intermédiaire entre les producteurs et les organisations gouvernementales. Cependant, cette organisation et d'autres semblables ont été dominées par les hommes, ce qui a mené à la création d'autres organisations exclusivement réservées aux femmes.

## Laque

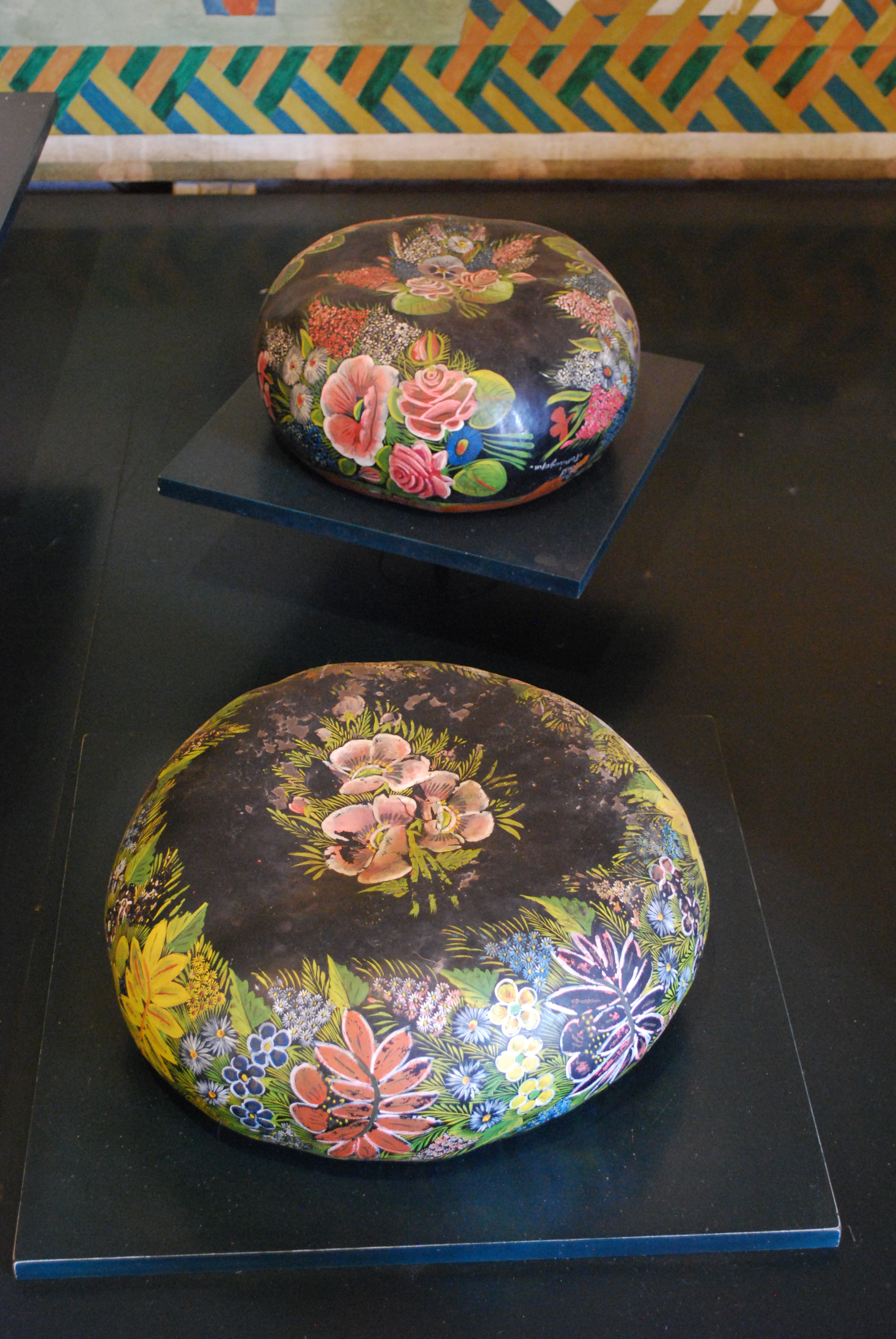
Gourdes laquées au Museo de Laca à Chiapa de Corzo.

La laque, qu'on appelle laca ou maque, est une tradition artisanale qui remonte à la période préhispanique. Alors qu'il s'agissait d'un artisanat courant à l'époque mésoaméricaine, aujourd'hui le seul centre de production dans l'état est Chiapa de Corzo. La laque est enduite et décorée à l'aide de pinceaux fins, mais les produits se limitent généralement à des coupes, des coupes et des « toles ». Dans le passé, une plus grande variété d'objets étaient laqués, tels que des objets religieux et des meubles. L'artisanat a décliné et a presque disparu, mais aujourd'hui, il est soutenu par des entités gouvernementales étatiques et fédérales qui forment les artisans et les aident à vendre leurs produits. L'État soutient également un musée de la laque, fondé en 1952 par l'anthropologue Alfonso Caso pour montrer les origines préhispaniques de l'artisanat, ses techniques et ses matériaux.

## Ambre

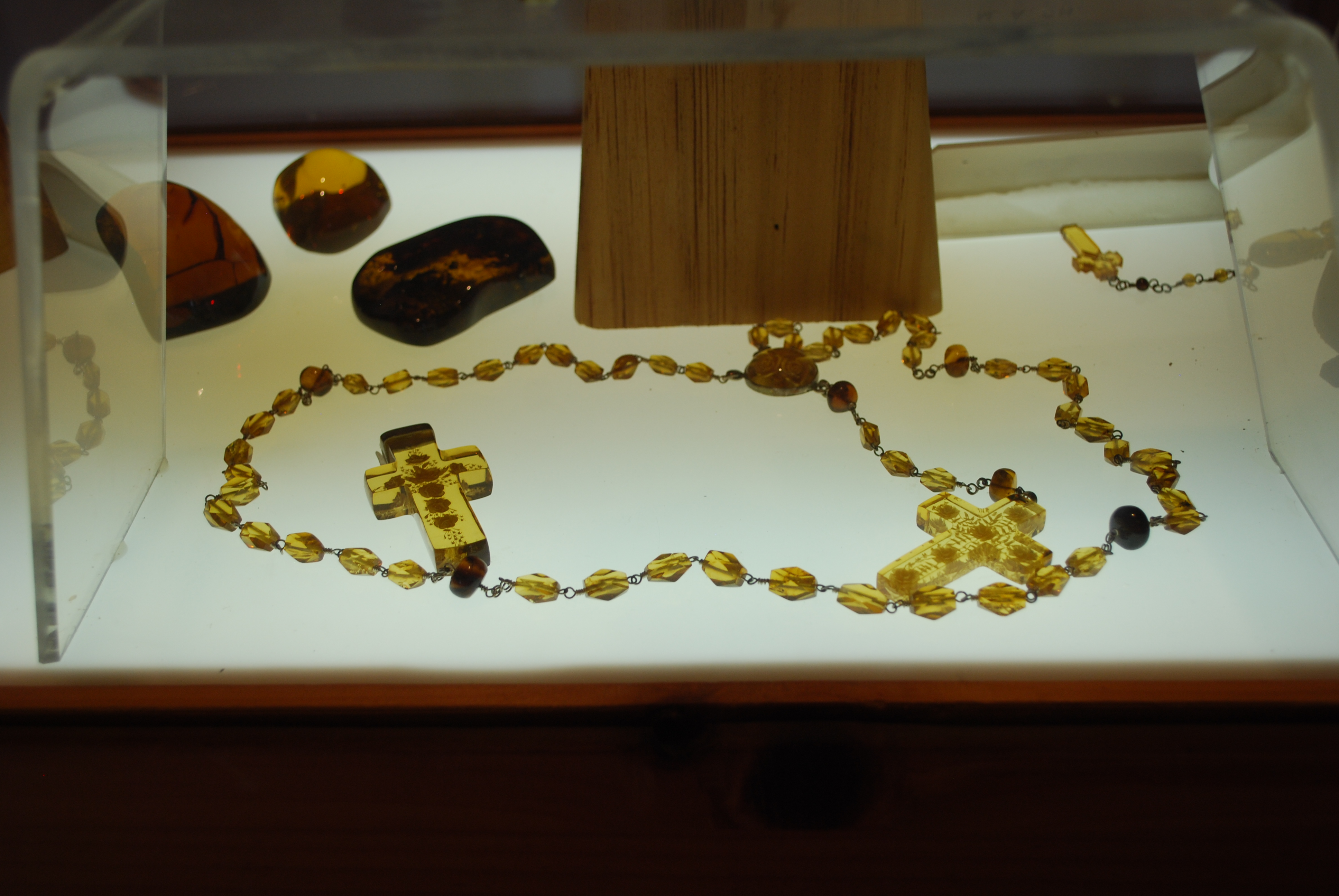
Chapelet en ambre au Musée de l'Ambre à San Cristobal de las Casas.

Une ressource naturelle notable de l'État est l'ambre. Sa qualité est similaire à celle de la République Dominicaine, mais elle a ses propres caractéristiques, comme le type de plantes et d'insectes que l'on peut trouver piégés dans les pièces avec des couleurs allant de presque transparent à très foncé. L'ambre est censé protéger contre les mauvais esprits et le mauvais œil.
La principale mine d'ambre de l'état se trouve à Simojovel, à 130 kilomètres de la capitale, Tuxtla Gutierrez. Il existe également des gisements à Huitiupán, Totolapa, El Bosque, Pueblo Nuevo Solistahuacán, Pantelhó et San Andres Duraznal. Ensemble, ils produisent 95 % de toute l'ambre de l'État. En outre, de très petits gisements peu profonds sont souvent exploités par les autochtones locaux, qui creusent de petits tunnels. L'État produit 292 kilos d'ambre par mois, ce qui représente 90 % de la production du Mexique, bien que les gisements commencent à s'épuiser. La plus grande partie est vendue à des artisans, qui l'utilisent pour fabriquer des bijoux tels que des pendentifs, des bagues, des colliers et quelques sculptures,.
Il y a environ cinquante-cinq coopératives d'artisans de l'ambre. La plupart des produits finis en ambre sont vendus à San Cristóbal de las Casas, mais des pièces ont été exportées aux États-Unis et en Europe. Les défis auxquels sont confrontés les artisans et les vendeurs sont le marché principal et les touristes, qui souvent ne peuvent pas faire la différence entre la vraie matière et le plastique, et achèteront l'article meilleur marché, même si elle n'est pas authentique. En 2000, le gouvernement fédéral a accordé à l'ambre de l'état une dénomination d'origine pour combattre les versions piratées des produits ambrés du Chiapas. L'État a ouvert le Musée de l'ambre (es), qui expose divers types de produits fabriqués avec le matériel ainsi que des démonstrations liées à l'exploitation minière et à la taille.

## Autres artisanats

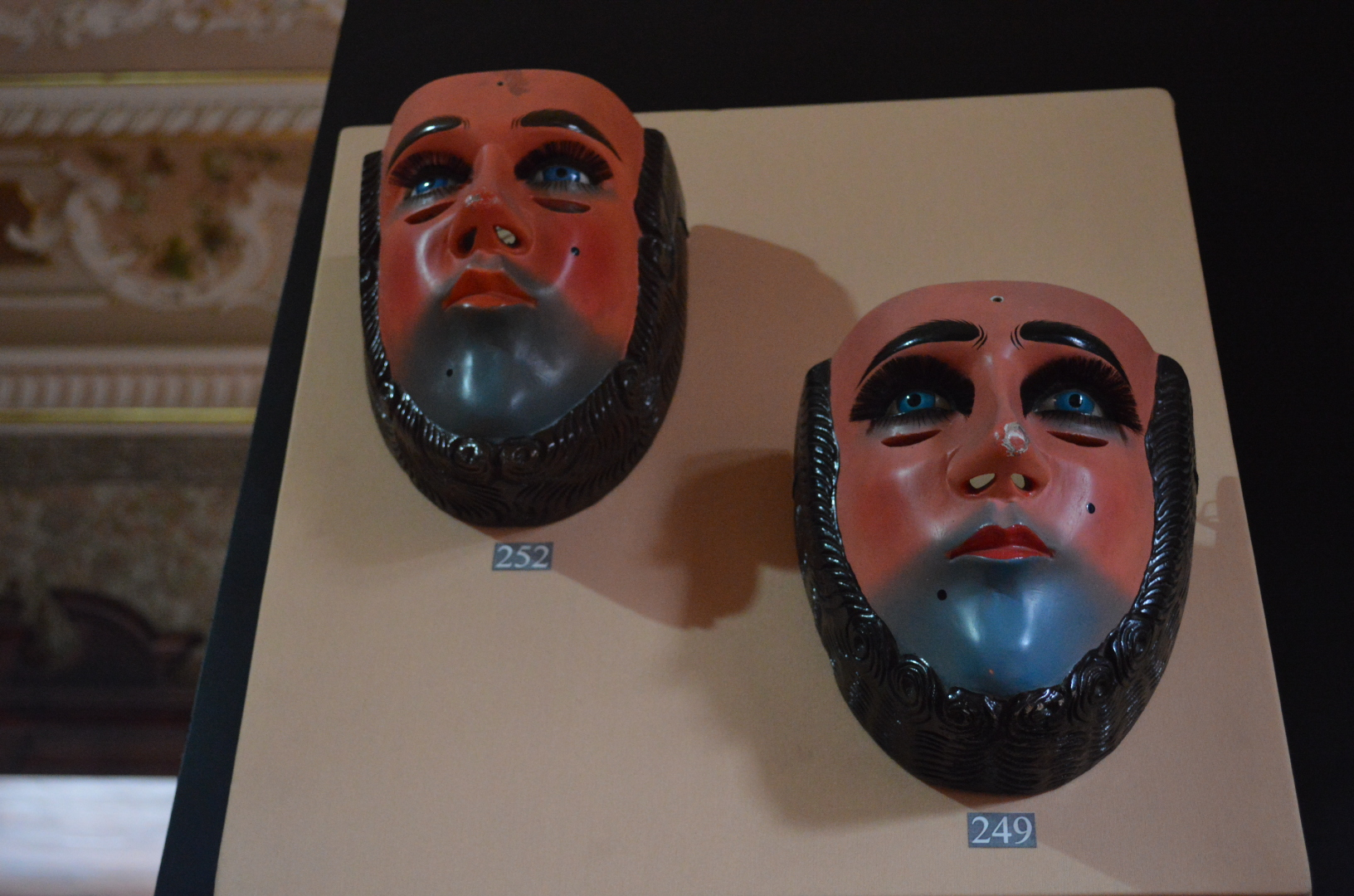
Masques de Parachicos au Musée National du Masque à San Luis Potosí.

Différents produits sont fabriqués à partir de différents bois dans différentes communautés de l'État. Les hommes tzotzils (en) de San Juan Chamula sont réputés pour leur travail du bois, en particulier du bois dur comme le cèdre et l'acajou, qui sert généralement à fabriquer des meubles pour la maison et l'industrie. Les instruments de musique comme ceux à cordes, les percussions, les instruments à vent et les marimbas de haute qualité en bois fin sont fabriqués à Tecpatán, Ocosingo, San Juan Chamula et Venustiano Carranza,. Le bois est également utilisé pour fabriquer divers produits, notamment des outils, des figurines décoratives, des ustensiles de cuisine, des masques de cérémonie, des jouets (toupies, figurines, etc.) et plus encore. Chiapa de Corzo est réputée pour la fabrication de bols, cuillères, jouets, masques, etc. en bois, dont un grand nombre sont destinés à être laqués. Les masques sont fabriqués à San Fernando et Huixtán, le plus représentatif étant le masque pour les danses Parachicos de Chiapa de Corzo. Il représente comment les Espagnols voyaient les indigènes, avec un front haut, un nez fin, des yeux clairs, des joues rouges, une moustache et une barbe. La fabrication de ces masques prend une dizaine de jours et coûte entre 2 800 et 3 500 pesos chacun,. Tecpatán et les communautés environnantes sont réputées pour leurs sculptures en bois fin, qui peuvent être peintes ou même laquées.

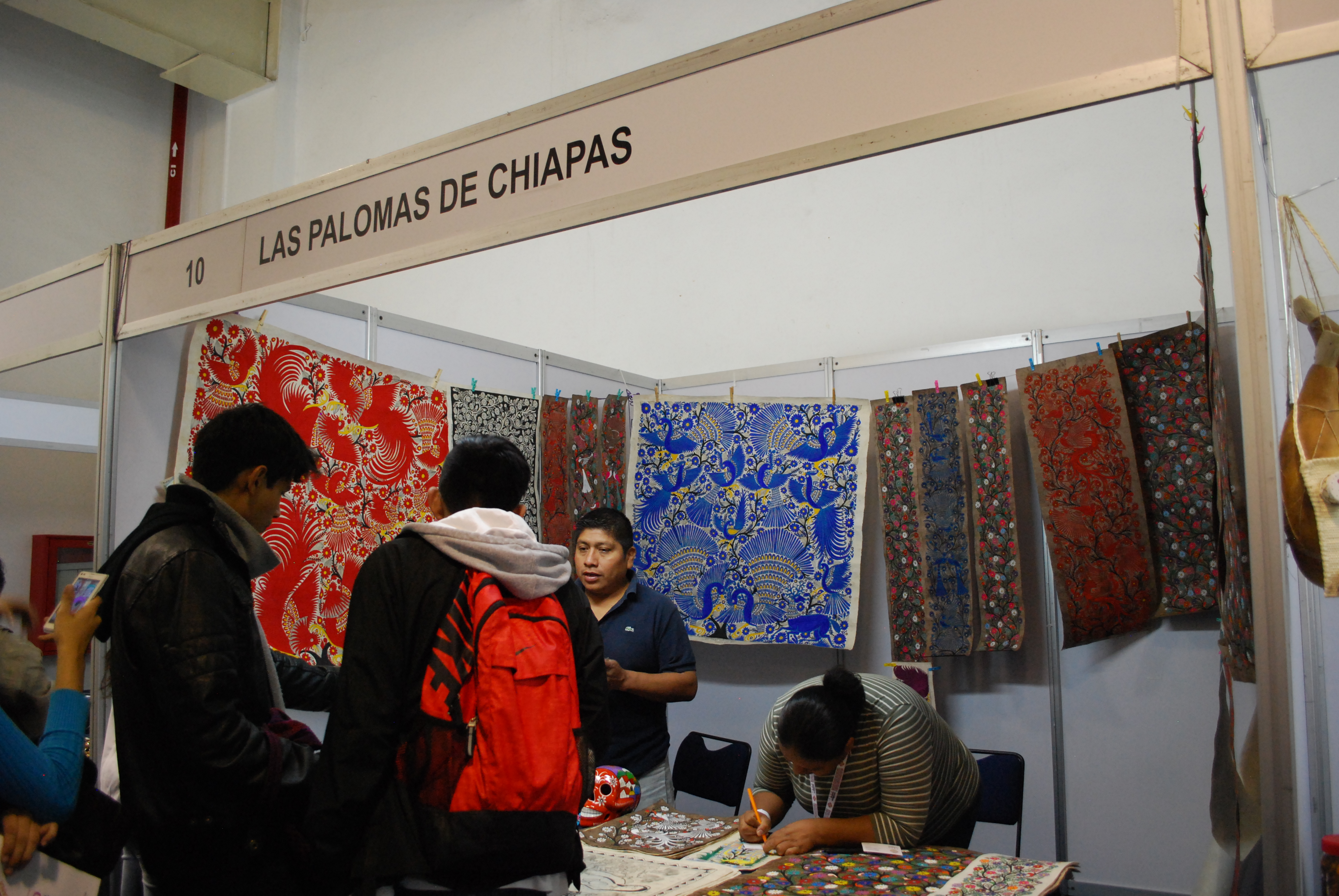
Stand de peintures sur papier d'amate à lExpo de los Pueblos Indígenas à Mexico.

Le fer forgé et l'étain sont travaillés à San Cristobal de las Casas. Le fer est principalement utilisé pour la fabrication de charrues et d'autres outils agricoles, mais d'autres éléments tels que des éléments décoratifs pour les bâtiments comme les balcons et les balustrades sont également produits. Ces créations sont principalement de style colonial, et le quartier le plus connu pour ce travail est El Cerillo,.
Le travail de la pierre est un artisanat relativement nouveau et en pleine croissance, dont une grande partie est consacrée à la reproduction d'objets mayas, en particulier ceux de Palenque, fabriqués dans la ville moderne du même nom et à proximité de Salta del Agua. Un artisanat en pierre plus ancien est le travail du jade avec des gisements trouvés ici et au Guatemala voisin. A San Cristobal, il y a un musée consacré à cette pierre et à son travail,.
Les bonbons traditionnels sont souvent faits avec des fruits tropicaux, de la courge, du chocolat et des noix. La ville d'Arriaga est connue pour sa fabrication de bonbons à base de courge, de fromage et de desserts comme le riz au lait et les muéganos. Pour le Jour des Morts, les Zoques sont réputés pour la fabrication du puxinú, un sorghum mélangé à du miel, du yumi (une confiserie de patate douce) et d'autres sucreries à base de courge, et divers produits locaux.

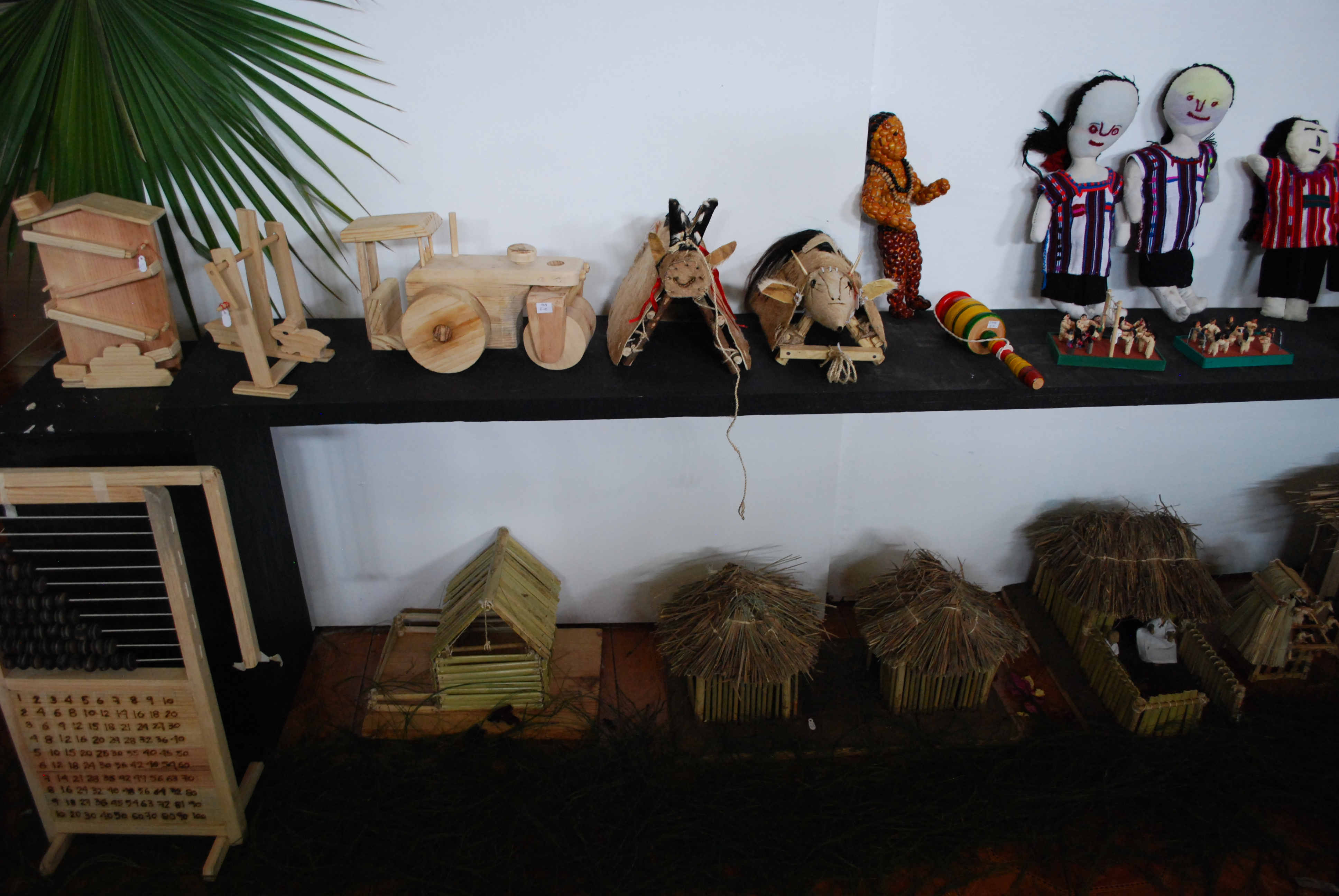
Assortiment de jouets traditionnels au Museo de las Culturas Populares.

Les jouets traditionnels sont également fabriqués à partir de matériaux tels que le carton, le tissu, l'istle, l'étain et les roseaux, principalement à Tenejapa et San Juan Chamula,.
Les Lacandons fabriquent des bâtons de pluie, remplis de graines de sorte qu'une fois retournés, ils simulent le bruit de la pluie. Ce groupe ethnique fabrique également des bijoux, principalement des colliers et des bracelets à partir de diverses graines indigènes dont l'arecaceae, le cannaceae, le fabaceae et le sapindaceae.
Le travail du cuir a été introduit dans l'État par les Espagnols et est actuellement fait pour fabriquer des articles tels que des sacs à main, des selles, des chaussures, des fourreaux pour couteaux et machettes et plus. La plupart de ces œuvres sont des produites à Comitán et San Cristobal de las Casas.
D'autres articles fabriqués à la main comprennent des boucles d'oreilles en filigrane d'or, des hamacs à Berriozábal et des sombreros à San Juan Chamula et Ocosingo,.